# Extension géographique et linguistique des sinogrammes

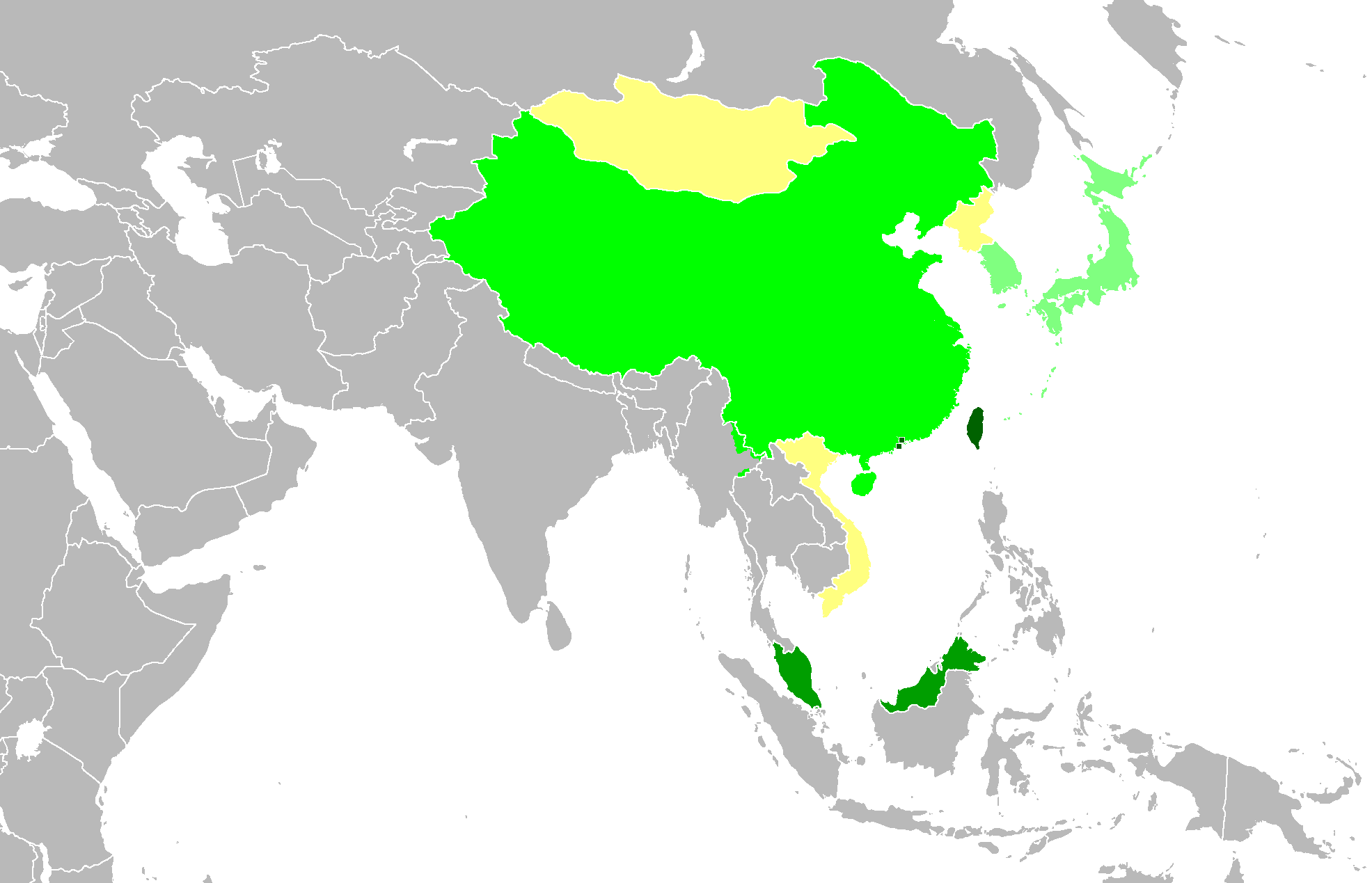
Répartition de l'utilisation des sinogrammes pour la langue officielle.
— En vert foncé, sinogrammes utilisés sous leur forme traditionnelle (Hong Kong, Macao, Taïwan).
— En vert moyen, sinogrammes utilisés formellement sous leur forme simplifiée, mais également couramment sous leur forme traditionnelle (Malaisie, Singapour).
— En vert clair, sinogrammes utilisés en parallèle avec d'autres systèmes d'écriture (Corée du Sud, Japon).
— En jaune, sinogrammes autrefois utilisés dans la langue officielle, mais aujourd'hui abandonnés (Corée du Nord, Mongolie, Viêt Nam).

À l'instar de l'alphabet latin, qui sert à écrire des langues-sœurs comme le français et l'espagnol mais aussi des langues sans rapports comme le basque et l'allemand, les sinogrammes sont employés — ou l'ont été — dans une grande partie de l'Extrême-Orient. On peut dire sans exagérer que ce sont les Chinois qui ont fourni un modèle de départ pour le développement de l'écriture dans cette partie du globe. L'extension géographique et linguistique des sinogrammes est donc importante. L'on évoque également ces pays sous les noms de Chinois, japonais et coréen (CJC) (ou CJCV (Chine, Japon, Corée, Viêt Nam).
Il ne faudrait cependant pas croire que les caractères sont utilisés de la même manière dans toutes ces langues. En Corée, une réforme de l'écriture a remplacé les caractères chinois traditionnels par les hangŭl. Les sinogrammes ne sont plus du tout utilisés en Corée du Nord, et n'ont plus qu'une utilisation marginale en Corée du Sud. Au Viêt Nam, le système des caractères chinois a été utilisé jusqu'au XXe siècle.

## Unité au sein du CJC(V)
Les sinogrammes sont utilisés principalement pour écrire les diverses langues chinoises mais aussi :
- le japonais (où ils sont appelés kanji) ;
- de manière très réduite, le coréen (caractères hanja, qui ne sont employés qu'en Corée du Sud de manière minoritaire par rapport au hangŭl) ;
- anciennement, le vietnamien (qui connaît deux systèmes indépendants, chữ nho, qui n'est autre que du chinois et chữ nôm).

C'est pour cette raison que l'on regroupe ces langues sous l'appellation CJC, pour chinois, japonais et coréen (parfois CJCV si on ajoute le vietnamien). Elles partagent en effet, à différents degrés, leur écriture. Seules les langues chinoises, cependant, utilisent exclusivement les sinogrammes. Le japonais en fait grand usage, entre autres écritures ; les hanja coréens sont minoritaires dans un texte.
Par ailleurs, d'autres langues telles que le mongol ou le manchou ont été sporadiquement écrites au moyen de caractères chinois utilisés phonétiquement. Certaines langues de la dynastie Han (le xiongnu, le bailang et le yue) sont attestées par des chansons transcrites en écriture chinoise.

### Langues chinoises
Les Chinois de la république populaire de Chine utilisent les sinogrammes sous une forme simplifiée mise en place par le gouvernement de Mao Zedong le 28 janvier 1958. Environ mille sept cents caractères ont été simplifiés (principalement par des réductions du nombre de traits et l'utilisation d'un même caractère pour des homophones autrefois non homographes ; ces simplifications sont parfois attestées depuis longtemps comme variantes tachygraphiques), parmi lesquels se trouvent les plus fréquents. Les caractères traditionnels restent cependant utilisés sporadiquement, notamment sur les cartes de visite. Les Chinois de RPC utilisent, également depuis 1958, la romanisation dite hanyu pinyin, qui est adaptée au mandarin, pour apprendre la prononciation, celle-ci y a définitivement remplacé le Bopomofo (ou hanyu zhuyin). Outre les caractères eux-mêmes, des clefs ont été réduites, ce qui entraîne l'existence de caractères simplifiés de fait.
À Hong Kong, Macao et Taïwan, les sinogrammes sont utilisés dans leur forme traditionnelle. Les Taïwanais conservent de plus l'alphabet dit bopomofo pour apprendre la prononciation des sinogrammes. Singapour, dans sa nouvelle passion acquise pour le mandarin, utilise désormais les caractères simplifiés. La population locale cantonaise et hokkienne fait semblant de n'avoir pas été informée et utilise les deux dialectes et les caractères traditionnels quand le gouvernement a le dos tourné.
Pour plus de détails, consulter l'article Simplification des sinogrammes.
On peut aussi signaler le cas du nüshu, syllabaire partiellement inspiré des sinogrammes utilisé par des femmes du Hunan pour noter une langue chinoise.

### Coréen
Les Coréens de Corée du Sud - et, plus généralement, hors de Corée du Nord - les utilisent dans leur forme traditionnelle, les nommant hanja, pour l'écriture des noms propres et pour différencier des homonymies que l'alphabet qui leur est propre, le hangŭl, confondrait. Tous les autres mots, soit une très grande majorité, sont généralement en hangŭl, sauf dans les ouvrages de recherche et légaux (les textes de loi sont encore aujourd'hui écrits avec autant de sinogrammes que possible). Une certaine partie du lexique coréen étant d'origine chinoise (hors du vocabulaire courant), la langue peut donc être écrite à l'aide de sinogrammes, ce qui est de moins en moins le cas. Il est toutefois intéressant de constater qu'ils sont encore utilisés quand le seul hangŭl pourrait prêter à confusion. Certains caractères, empruntés au japonais dans une graphie spécifique, se tracent différemment des caractères chinois. Certains parmi ceux-là sont propres au seul coréen.

### Japonais
Les Japonais utilisent, conjointement à leurs syllabaires kana (katakana et hiragana, dérivés de graphies simplifiées des sinogrammes, que l'on peut comparer au bopomofo chinois), les sinogrammes et les appellent kanji, mot emprunté au chinois 漢字 (en mandarin, hànzì). Au Japon, certains caractères ont été aussi simplifiés dans ce que l'on appelle le shinjitai, toujours utilisé de nos jours, mais d'une façon bien moins radicale qu'en république populaire de Chine (consulter Simplification des sinogrammes). Seuls les caractères courants de tracé complexe l'ont été, et – pour la plupart – leur forme demeure semblable aux formes traditionnelles. Les Japonais ont aussi créé un certain nombre de caractères propres (non utilisés en chinois), qu'ils appellent kokuji (国字, « caractères nationaux ») ; certains d'entre eux ont du reste été repris en chinois, comme 腺 (« glande », xiàn en mandarin, sen en japonais).
En japonais, les kanji ont deux sortes de prononciation, une dérivée du chinois (prononciation sino-japonaise (on'yomi, lit. lecture par le son), subdivisées en trois périodes d'influence chinoise), et une autre native (kun'yomi, lit. lecture par le sens), pouvant être polysyllabiques.

### Vietnamien

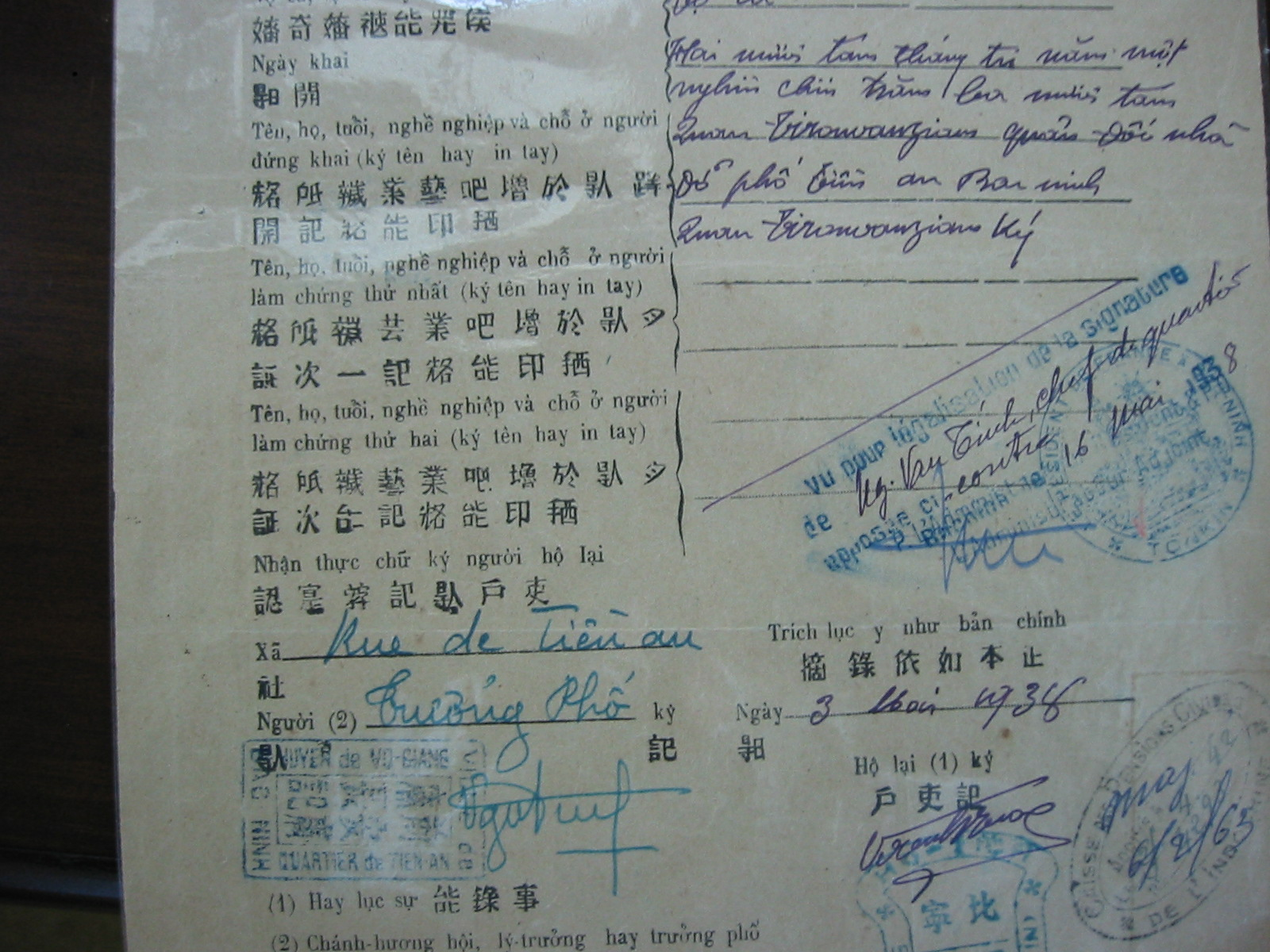
Certificat de naissance de 1938 comportant des textes en chữ nôm et quốc ngữ, ainsi que des cachets en français

Les sinogrammes ont aussi été utilisés au Viêt Nam avant l'utilisation de la romanisation latine dite quốc ngữ, pour l'écriture du vietnamien. On les nomme chữ nôm. C'est un ensemble de caractères purement chinois et de caractères originaux (créés sur le même principe que les pictogrammes, idéogrammes et idéo-phonogrammes chinois) dont l'utilisation, nécessitait une bonne connaissance autant du chinois que du vietnamien. Sous l'influence de la colonisation française, l'alphabet latin a été adopté comme écriture officielle dans les années 1920, cependant, l'écriture chữ nôm resta utilisée en parallèle pendant l'Indochine française (1887 – 1954).

### Autres
Le Han'er est une écriture en caractères chinois de langues du Nord de la Chine, tel que le mongol sous la dynastie Jin et la dynastie Yuan. Les textes comportent à la fois une transcription phonétique et une annotation précisent le sens.
Les Tangoutes de la dynastie des Xia occidentaux (1032 – 1227), utilisaient leur propre écriture très ressemblante à l'écriture chinoise, mais avec une construction différente.

## Différences au sein du groupe CJC(V)

### Distinguera priorile chinois du japonais
En quelque sorte, à l'écrit, seules les langues chinoises et la langue japonaise peuvent être confondues. Distinguer un texte en chinois (quelle que soit la langue) d'un texte en japonais est aisé, même à quiconque ne sait lire aucune des deux. En effet, seul un texte chinois est composé entièrement de sinogrammes (et, parfois, de chiffres arabes plus quelques caractères dans des écritures différentes pour des citations). Un texte en japonais utilise aussi deux syllabaires (ou kana : hiragana et katakana, qui proviennent historiquement d'une simplification de certains sinogrammes) en plus des kanji. Les caractères de ces syllabaires se repèrent aisément dans un texte : ils sont d'aspect beaucoup plus simple (consulter Composition d'un sinogramme), bien qu'ils s'inscrivent aussi dans le carré virtuel. On trouve pour les hiragana des courbes, des points ronds et ils semblent bien plus cursifs et inclinés, dans un texte imprimé, que les sinogrammes. Quant aux katakana, leur aspect est aussi relativement simple. Ils sont d'aspect plus anguleux que les hiragana. L'illustration ci-après le prouve facilement :
Légende : 
- le texte du haut est en chinois traditionnel, utilisé à Taïwan, Hong-Kong, Macao et Singapour. Celui du bas en japonais ;
- les caractères en noir sont les sinogrammes ;
- les autres écritures sont en bleu : Minuscule caroline et un mot en cité en hangŭl (coréen) pour le texte chinois. Pour le texte japonais, les caractères chinois sont en noir, les caractères typiquement japonais (hiragana, katakana : フリー et ウィキペディア au début du texte) et la minuscule caroline sont en bleu.

### Caractère spécifiques à une langue écrite donnée
Les sinogrammes ne forment a posteriori pas dans ce groupe un ensemble homogène, bien qu'il existe une base commune : dans chaque langue, chinoise ou non, il existe des caractères spécifiques qui ne sont pas utilisés dans les autres langues.
Les langues chinoises utilisent une base commune très largement majoritaire par rapport aux caractères spécifiques à l'une d'entre elles, abstraction faite des caractères simplifiés. Les caractères spécifiques se trouvent principalement en cantonais mais restent en nombre réduit : 
- 佢 keoi5, « il, lui » (se prononce qú en mandarin mais n'a pas de sens ; on utilisera 他 tā) ;
- 冇 mou5, « ne pas avoir » (mandarin mǎo, pas de sens ; équivalent de 沒有 méiyǒu).
- 侬 nong2 est principalement utilisé en shanghaien pour dire "tu".

Les 国字 kokuji japonais sont aussi à prendre en compte : outre quelques cas d'emprunts, ils restent illisibles aux Chinois.
Les hanja ne s'éloignent pas non plus beaucoup de la base commune mais sont souvent plus proches du modèle japonais.
Le chữ nôm vietnamien, enfin, diffère bien plus de la base commune, les caractères spécifiques étant en nombre largement supérieur à ceux des autres langues.
En fait, c'est surtout depuis la simplification des caractères, connue par la république populaire de Chine et les territoires sous son contrôle, que les différences se sont accrues : en effet, les simplifications concernent une assez grande partie des caractères (parce que les radicaux ont aussi été touchés). Or, les formes simplifiées ne sont parfois pas attestées dans les autres langues écrites de la zone CJC(V).
Consulter Simplification des sinogrammes et Variantes des sinogrammes pour plus de détails.

### Constructions lexicales propres
D'autre part, à un caractère donné ne correspond pas un seul sens partagé dans toutes les langues, d'autant moins quand il s'agit de lemmes composés (mots écrits au moyen de plusieurs caractères) : si le sens des caractères isolé est relativement constant, celui des lemmes composés dépend bien plus de la langue (voire de la variante d'une même langue) : par exemple, 爱人 signifie « époux / épouse » en mandarin de Chine continentale tandis que le même 愛人 signifie « amoureux / amant / petit(e) ami(e) » en mandarin de Taïwan. Ces divergences sont encore plus visibles entre langues de familles différentes : si « calligraphie » se dit 書法/书法 shūfǎ en mandarin, c'est  書道 shodō en japonais (書法 y est aussi compréhensible, mais moins fréquent).
Consulter aussi Prononciation et sémantisme des sinogrammes pour plus de détails.

## La question de l'intercompréhension
L'intercompréhension écrite est cependant possible à divers degrés : entre langues chinoises, le sens général d'un texte écrit peut être relativement bien cerné. Entre langues de différentes familles, l'intercompréhension reste très vague : un Chinois lisant un texte japonais en comprendra la teneur mais ne pourra pas en comprendre les détails, d'autant plus que le japonais écrit n'utilise pas seulement les kanji. De même, un Japonais ne saisira que des bribes d'un texte écrit dans une langue chinoise : il aura même souvent du mal à délimiter, en l'absence des kana, les unités telles que les lemmes et les propositions. La lecture de notices purement informatives (comme une liste d'ingrédients) sera cependant bien plus aisée.
On observe des différences sémantiques entre chinois et japonais, qui sont autant de faux amis caractérisés : 
- Le chinois 勉强 (mianqiang) signifie "forcer, obliger, contraindre" ; le japonais 勉強 (benkyō), possède le sens de "étudier".
- 大丈夫 (daijōbu) veut dire en japonais "pas de problème", tandis qu'il signifie en chinois "grand mari".

## Écritures apparentées
Un certain nombre de langues d'Asie (chinoises ou non) ont développé des écritures reprenant plus ou moins le modèle des caractères chinois. Ce sont :
- le tangoute ;
- le khitan ;
- le jürchen ;
- les syllabaires lolo ;
- le naxi ;
- le nüshu.